# Eunidia flavosignata
Eunidia flavosignata là một loài bọ cánh cứng trong họ Cerambycidae.